# Kanfarandé
Kanfarandé é uma cidade e subprefeitura na prefeitura de Boké, na região de Boké, no oeste da Guiné. Em 2014, tinha uma população de 29.440 pessoas.